# Белоусов, Лев Владимирович
Лев Владимирович Белоусов (18 июля 1935 — 11 сентября 2017) — советский и российский эмбриолог, профессор кафедры эмбриологии биологического факультета МГУ.

## Биография
Родился 18 июля 1935 года в семье известного геолога Владимира Владимировича Белоусова. Со стороны матери, искусствоведа Натальи Александровны Гурвич (1905—2007), внук биолога А. Г. Гурвича, учеником которого его часто называют. 
В 1957 году окончил биолого-почвенный факультет МГУ. 
В 1960 году успешно окончил аспирантуру при кафедре эмбриологии МГУ, а в 1961 году защитил диссертацию по теме «Клеточные процессы при морфогенезе гидроидных полипов».
Доктор биологических наук. С 1978 года профессор кафедры эмбриологии МГУ, a c 2000 года заслуженный профессор МГУ.
Член редколлегии журнала «Онтогенез»; член Международного института биофизики (ФРГ).
Автор учебников по морфогенезу и эмбриологии.

### Научная деятельность
Основное направление научной деятельности: исследования морфогенеза беспозвоночных и позвоночных животных. Сформулировал «динамический закон морфогенеза», вкратце данное утверждение заключается в том, что «любая часть зародыша (ткань, или отдельные клетки) отвечает на изменение механического напряжения, вызванного какой-либо внешней силой, активной реакцией, направленной на восстановление исходной величины напряжения, но действующей с „перехлёстом“: так, в ответ на растяжение ткань или клетка отвечает генерацией внутреннего давления, и т. п. (гипотеза гипервосстановления механических напряжений)»

## Произведения

### Книги
- Белоусов Л. В.‚ Гурвич А. А., Залкинд С. Я., Каннегиссер Н. Н. Александр Гаврилович Гурвич. 1874—1954. — М.: Наука, 1970. — 195 с.
- Белоусов Л. В. 1971. Проблема эмбрионального формообразования. Москва: Изд-во МГУ, 174 с.
- Белоусов Л. В. 1980. Введение в общую эмбриологию. Москва: Изд-во МГУ, 212 с.
- Газарян К. Г., Белоусов Л. В. 1983. Биология индивидуального развития животных. Учебник для биол. спец. вузов. — М.: Высш. шк. — 287 с.
- Белоусов Л. В. 1987. Биологический морфогенез. Москва: Изд-во МГУ, 238 с.
- Белоусов Л. В., Дабагян Н. В., Чунаева М. З. 1990 Пособие к большому практикуму по эмбриологии Ч. 1. Москва: Изд-во МГУ, ISBN 5-211-01196-1, 104 с.
- Белоусов Л. В., Дабагян Н. В., Чунаева М. З. 1990 Пособие к большому практикуму по эмбриологии Ч. 2. Москва: Изд-во МГУ, ISBN 5-211-01196-1, 152 с.
- Белоусов Л. В. Дабагян Н. В. 1992. Практикум по эмбриологии морских беспозвоночных.
- Beloussov L. V. 1998. The Dynamic Architecture of a Developing Organism. Dordrecht, (Netherlands): Kluwer Academic Pubishers, ISBN 0-7923-5044-8, 238 с.
- Белоусов Л. В. 2005. Основы общей эмбриологии. Москва: Изд-во МГУ, 368 с.; — 2-е изд., перераб. и доп. — М. : Издательство МГУ, 1993. — 301 с. — ISBN 5-211-02474-5.
- Beloussov Lev V. 2015. Morphomechanics of Development. Cham, Heidelberg, New York, Dordrecht, London: SPRINGER, ISBN 978-3-319-13990-6, 195 с.

## Награды
- 1989 — Премия имени К. Бонди (Университет Перуджи, Италия, 1989) за работы по механике развития.
- 2009 — Премия имени А. О. Ковалевского за цикл работ «Молекулярные и клеточные механизмы морфогенетических процессов у животных»[8]